# Гуто Пашко
Гу́то Пашко́ (порт. Guto Pasko, Guto Pasco; *27 травня 1976) — бразильський кінорежисер українського походження; президент Асоціації відео та кінематографії штату Парана, національний директор бразильської Асоціації документального кіно; власник студії та акторської агенції GP7 Cinema.

## Біографія
Гуто — найстарша дитина в родині з 11 дітей, 5-е покоління переселенців з Тернопільщини.
Народився 27 травня 1976 року неподалік міста Прудентополіс (штат Парана, Бразилія).
Виховувався на традиційних українських мовних, моральних, етичних і релігійних засадах.
Після навчання — відзняв документальний фільм «Made in Ucrania. Українці Парани» (порт. «Made In Ucrania - Os Ucranianos no Paraná»), що розповідає про сучасний стан української діаспори в штаті Парана.
Всього він відзняв п'ять фільмів на українську тематику. Серед них «Іван-назад в минуле» та «Село».
Згодом — знаний український громадський та політичний активіст у Бразилії, балотувався в депутати на місцевих виборах від Народної соціалістичної партії (PPS).
Станом на осінь 2008 року обіймав такі посади: президент Асоціації відео та кіно штату Парана (AVEC); директор Національної реорганізації бразильської Асоціації документального та короткометражного кіно (ABD Nacional); директор Форуму культурних представництв міста Куритиба; член муніципальної ради з питань культури міста Куритиба.